# Sphaerocoryne bedoti
Sphaerocoryne bedoti är en nässeldjursart som beskrevs av Francois Jules Pictet de la Rive 1893. Sphaerocoryne bedoti ingår i släktet Sphaerocoryne och familjen Sphaerocorynidae. Inga underarter finns listade i Catalogue of Life.